# Quand la musique est bonne
Quand la musique est bonne is een nummer van de Franse zanger Jean-Jacques Goldman uit 1982. Het is de eerste single van zijn titelloze tweede studioalbum.
"Quand la musique est bonne" is een hommage aan de bluesmuziek. Het nummer is een welbekende hit in Frankrijk en wist daar dan ook de nummer 1-positie te behalen. Daarnaast is het ook één van Goldmans bekendste nummers en wordt het vandaag de dag nog steeds veel op de Franse radio gedraaid.